# Josué Rodrigue Ngouonimba
Josué Rodrigue Ngouonimba est un homme politique congolais. Il est Ministre de la Construction, de l'Urbanisme et de l'Habitat depuis 2017, ainsi que député de Djambala (Plateaux) depuis 2012.
Il fut notamment Ministre de l'Équipement et de l'Entretien routier (2016-2017), Ministre du Tourisme et de l'Environnement (2012-2016), ainsi que Ministre délégué chargé de l'aménagement du territoire et de l'intégration, auprès du ministre de l'Économie Pierre Moussa (2009-2012).
Ex-président de l'Union des forces démocratiques (UFD) de 2015 à 2019, il est membre du Parti congolais du travail (PCT) depuis 2019 à la suite de la fusion de son parti avec le PCT.

## Biographie
Architecte de profession, Josué Rodrigue Ngouonimba est le fils de l'ancien ministre Pierre Ngouonimba-Nczari. 
Le 15 septembre 2009, à l'occasion d'un remaniement ministériel faisant suite à la réélection de Denis Sassou-Nguesso, il fait son entrée au gouvernement en étant nommé Ministre délégué auprès du ministre de l'Économie Pierre Moussa, chargé de l'aménagement du territoire et de l'intégration.
Durant les élections législatives de 2012, il est candidat de l'Union des forces démocratiques (UFD), parti appartenant à la majorité présidentielle, dans le district de Djambala 1 (Plateaux), où il est élu dès le premier tour avec 61,57 % des voix. Il rentre officiellement en fonction le 5 septembre.
Lors du remaniement du 25 septembre 2012, il devient Ministre du Tourisme et de l'Environnement. À ce poste, il tente de développer l'écotourisme en République du Congo, notamment en élaborant en 2015 une Stratégie nationale ainsi qu'un Plan directeur de développement durable du tourisme, avec l'appui du Programme des Nations unies pour le développement (PNUD) et de l'Organisation mondiale du tourisme (OMT),.
En avril 2015, il est élu président de l'UFD à l'issue du premier congrès extraordinaire du parti s'étant tenu à Sibiti (Lékoumou), succédant ainsi à Martin Ntsiba.
Le 30 avril 2016, il devient Ministre de l'Équipement et de l'Entretien routier dans le gouvernement Mouamba I.
Candidat à sa propre succession lors des élections législatives de 2017, il est réélu dès le premier tour à Djambala avec 75 % des voix.
À l'occasion d'un remaniement, il est nommé Ministre de la Construction, de l'Urbanisme et de l'Habitat dans le gouvernement Mouamba II et prend ses fonctions le 29 août 2017, succédant à Claude Alphonse Nsilou. Il conserve ce poste au sein du gouvernement Makosso. 
En octobre 2019, l'Union des forces démocratiques (UFD), qu'il préside, fusionne avec le Parti congolais du travail (PCT), parti présidentiel. C'est donc sous les couleurs du PCT qu'il se porte candidat à sa propre succession lors des élections législatives de 2022 à Djambala 1, où il est réélu dès le premier tour. 